# Louis II le Jeune
Pour les articles homonymes, voir Louis II et Louis le Jeune.
Louis II, dit Louis « le Jeune » (1er novembre 825 – 12 août 875), est le fils aîné de Lothaire Ier (795–855) et d'Ermengarde de Tours (804–851). Il est roi d'Italie de 844 à 875 et empereur d'Occident de 850 à 875 (co-régent de son père de 850 à 855).

## Biographie

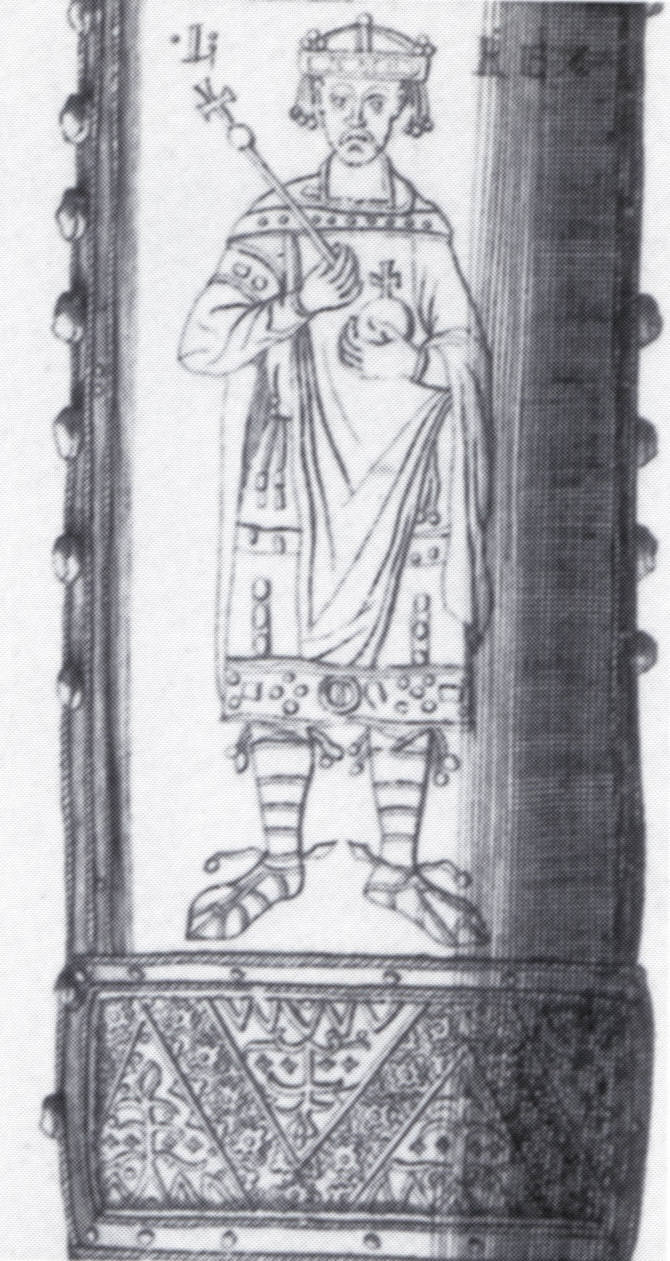
Détail de la gaine de l'épée impériale représentant « le Jeune ».

Louis II est associé à son père Lothaire Ier comme roi d'Italie en 844, puis comme empereur d'Occident en 850. Il s'occupe activement de son royaume d'Italie qu'il ne quitte après 850 qu'à trois reprises pour de brèves périodes jusqu'à sa mort en 875.

## Roi d'Italie

### Rex Italiaeouimperator?
Dans les descriptions que ses contemporains font de lui, les deux titres semblent se confondre peu à peu, un phénomène particulièrement manifeste après la mort de son père, de 855 à 875. Les figures du roi d'Italie (rex Italiae) et de l'empereur (imperator) sont deux fonctions clairement distinctes dans les esprits de l’époque, mais le fait qu'une même personne incarne les deux crée de la confusion dans la manière dont on le désigne. En l'occurrence, le titre d’imperator est porté par l’individu à la tête de l’empire carolingien et, de fait, de l’empire chrétien. Si l’Empire romain en est bien le modèle original cher à la papauté, il semble en réalité tomber en désuétude dès le règne impérial de Charlemagne. Aussi, la charge d’imperator est considérée comme plus éminente que celle de rex.
Or, Louis II est systématiquement appelé imperator même lorsque ses décisions ne sont que du ressort de sa fonction de rex. Paradoxalement, Louis II siège en Italie pendant tout son règne impérial et y entretient une politique interne active contrairement à ses prédécesseurs qui favorisaient les intérêts outre-alpins et la capitale historique d’Aix-la-Chapelle.

### Contrôle du nord de l'Italie
Dans l'Italie du Nord et centrale, le roi Louis II bénéficie de l'implantation de grandes familles d'origine franque comme ses parents les Unrochides, maîtres du Frioul, les Supponides dont est peut-être issue son épouse Engelberge, le duc de Toscane Adalbert Ier et de celui de Spolète issu des Widonides qui se considèrent tous comme des vassaux de l'Empire carolingien.

### Intervention dans le sud
Le sud de l'Italie est partagé entre princes Lombards et l'empire byzantin. C'est au cours des luttes entre Sicard de Bénévent et André II de Naples (835-840) que les Lombards font appel pour la première fois à des mercenaires musulmans en Italie du sud. Lors de la guerre civile qui déchire à partir de 839 la principauté de Bénévent, entre l'usurpateur Radelchis et Siconolf de Salerne, le frère du prince Sicard assassiné, les deux partis font appel aux Sarrasins. Les Byzantins réduits à l'impuissance se défendent péniblement contre les envahisseurs en Sicile.
En 840 André II de Naples, vassal de Byzance, fait appel à Lothaire pour se défendre contre Sicard. En 844 Siconolf en lutte contre Radelchis se tourne vers Guy Ier qui lui conseille de faire appel à Louis II auprès de qui il s'engage à payer tribut. C'est pourtant le sac de Rome en 846 qui décide l'empereur à intervenir. En octobre 846, Lothaire et Louis II déclarent qu'il est urgent de chasser les musulmans de Bénévent. Fin janvier 847 l'armée rassemblée à Pavie se dirige vers le sud et entreprend la campagne de 847-850 au cours de laquelle Louis II met fin à la guerre civile en partageant en 849 la principauté de Bénévent entre Radelchis et Siconolf, qui s'engagent à lutter contre les Sarrasins. Au retour à Rome en avril 850 Louis II est couronné empereur. Pendant ce temps la Calabre, qui dépend théoriquement de Siconolf, tombe entre les mains des musulmans. Tarente évacuée par ses habitants est perdue depuis 840.
Entre 850 et 866, Louis II tente vainement de s'imposer dans l'anarchie qui règne dans les principautés lombardes alors que les musulmans de plus en plus menaçants occupent l'Apulie. Entre 866 et 871, il mène une campagne permanente dans le sud de l'Italie. L'arrivée sur le trône de Constantinople de l'empereur Basile Ier le Macédonien permet d'envisager une possibilité d'alliance entre l'Empire romain d'Orient et le royaume d'Italie : une flotte romaine d'orient dirigée par l'amiral Nicétas Oryphas arrive à Bari assiégée par les Francs (869-870). Mais Louis II n'accepte pas que l'amiral byzantin (dont l'empereur Basile Ier détient alors le titre d'« Empereur des Romains ») le considère comme « simple » roi d'Italie (et non co-empereur pour l'Occident) : à la suite de cette querelle, Oryphas et sa flotte l'abandonnent mais Bari est finalement prise en février 871. Au retour du siège de Bari, Louis II est capturé le 13 août et retenu prisonnier avec son épouse jusqu'au 17 septembre 871 par le prince de Bénévent. Pour être libéré, il doit faire le serment de ne plus intervenir en Italie du sud sans l'accord des princes lombards. De retour à Rome Louis II est délié de son serment par le Pape Adrien II et couronné une nouvelle fois empereur en 872. La même année, il mène une nouvelle campagne victorieuse contre les Sarrasins. Après sa disparition en 875, Bari retourne dans le giron de l'Empire romain d'Orient.

## Relations avec la papauté
Louis II est couronné roi d'Italie par le pape Serge II. Le successeur de celui-ci, Léon IV, fait restaurer le mur d'Aurélien qui protège Rome et construire la forteresse Saint-Ange grâce aux subventions impériales. À sa mort en 855, le « parti romain » fait élire Benoît III auquel s'oppose le prétendant Anastase. À la mort du pontife, Louis II fait élire Nicolas Ier qui se révèle une forte personnalité et s'oppose à l'empereur notamment lors de l'affaire du divorce de Lothaire II et que Louis cherche en vain d'obtenir une sentence favorable à son frère. En 863, le pape Nicolas Ier dépose le patriarche Photios, qui riposte en décrétant la rupture avec Rome et exhorte dans une encyclique le roi Louis II à déposer le pape. Avec le successeur de Nicolas Ier, Adrien II, Louis II a enfin un pape à sa dévotion qui l'appuie totalement, considérant qu'il se dépense sans compter pour la cause de l'église et la protection de l'Italie du sud contre les musulmans. Après la prise de Bari, le pape le couronne empereur une seconde fois le 18 mai 872 à Saint-Pierre de Rome.

## Empereur d'Occident
Après la mort de son frère Charles de Provence (845–863), il récupère une partie de son domaine et devient aussi roi de Provence et de Bourgogne (seuls les comtés de Lyon, de Vienne et du Vivarais lui échappent, passant sous la suzeraineté de son autre frère cadet Lothaire II, pourtant désigné par Charles comme son unique héritier).
Après la mort de son frère Lothaire II en 869, Louis II ne peut pas non plus reconstituer le royaume de Lotharingie de leur père. Le domaine de Lothaire II est finalement partagé entre leurs oncles Louis le Germanique et Charles le Chauve lors du Traité de Meerssen de 870. Malgré ses protestations et le soutien du pape Adrien II, Louis ne récupère pas la totalité de l'héritage de son frère.
Louis II meurt en 875 près de Brescia et, ne laissant aucun héritier mâle, la couronne impériale et son domaine passent aux mains de son oncle Charles II le Chauve.

## Ascendance

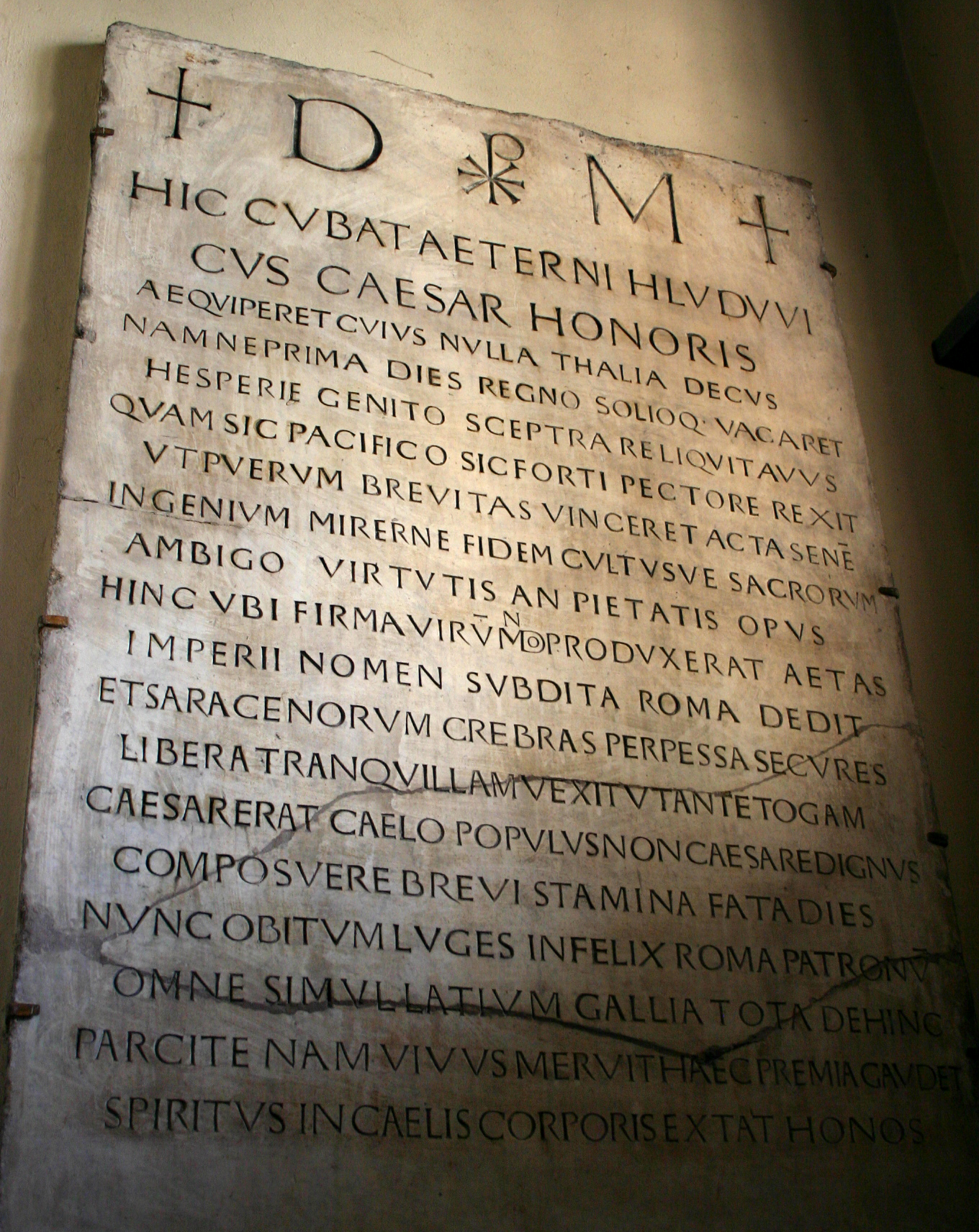
Pierre tombale de à Milan.

## Union et descendance
Vers 842, l'empereur byzantin Théophile lui offre une de ses filles. Mais l'union ne sera pas conclue.
Vers 851 ou 852, il épouse Engelberge (830- † 896/901)  dont il a deux enfants :
- Ermengarde (852/855 - † 896), mariée vers 876 à Boson, futur roi en Provence ;
- Gisèle (852/855 - † avant le 28 avril 868), abbesse de Sainte-Sauveur de Brescia en Lombardie.